# جول ريميه
جول ريميه (بالفرنسية: Jules Rimet)‏، من مواليد 14 أكتوبر 1873 وتوفي في 16 أكتوبر 1956، وقد كان رئيس اتحاد فرنسا لكرة القدم بين عامي 1919 و 1945، ورئيس الفيفا بين عام 1921 و 1954.
و قد كانت فكرة انطلاقة كأس العالم لكرة القدم هي فكرته، وأقميت أول بطولة لكأس العالم لكرة القدم في عام 1930، وتم تسمية كأس البطولة باسم كأس جول ريميه تكريما له.

## كأس جول ريميه
و قبل عامين من انطلاق منافسات أول كأس عالم بالأورغواي عام 1930، اشترطت التعليمات بوجوب وجود جائزة ثمينة تقدم للمنتخب الفائز بالبطولة العالمية، ولكي تكون هذه الجائزة ثمينة فقد تمت الاستعانة بالنحّات الفرنسي هابيل ليفلير.
صُمَّمَ الكأس على يد النحات الفرنسي أبيل لافلور وهي تمثل صورة تمثال صغير، هذه الكأس التي أطلق عليها اسم جول ريميه جاءت نسختها الأصلية بارتفاع 35 سنتيمتر وبوزن 3.8 كيلو جرام واتخذت شكل تمثال مطلي بشكل ممتاز بالذهب والفضة، ويقف التمثال على قاعدة زرقاء صُنعت بعناية من حجر اللازورد الكريمة . كما يوجد بالكأس صحن ذهبي يلف الأربع جهات من القاعدة نقش عليه اسم الكأس إلى جانب الفائزين من عام 1930 إلى عام 1970.

## مواقف للكأس
هذه الكأس تعرضت عبر تاريخها للعديد من المواقف، فقد تم إخفاؤها تحت سرير نائب رئيس الاتحاد الدولي الدكتور أوتورينو باريزي أثناء الحرب العالمية الثانية خوفا من أن تكون عرضة للضياع . وفي عام 1966 حيث جرت كأس العالم بإنجلترا ضاعت الكأس وبعد بحث متواصل وجدت مدفونة تحت شجرة وقد ساهم في إيجادها أحد الكلاب المدربة على إيجاد المسروقات الضائعة . أخيرا وفي عام 1983 تم سرقة كأس جول ريميه ثانية في ريو دي جانيرو البرازيلية، وقد قام اللصوص بإذابتها، وقد طلبت البرازيل التي احتفظت بهذه الكأس لفوزها باللقب ثلاث مرات نسخة طبق الأصل بعد سرقة النسخة الأصلية .
سبق انطلاق البطولة صعوبات بالغة كان أبرزها رفض اللجنة الأولمبية الدولية فكرة البطولة وخوفاً من تأثيرها على البطولات الأولمبية العريقة وكذلك خوفاً من سيطرة الاتحاد الدولي على اللعبة الشعبية الأولى. تقدمت الأورغواي بطلب تنظيم البطولة التي انطلقت عام 1930 م خصوصاً وأنها كانت رائدة المنتخبات في ذلك الوقت وبطلة آخر دورتين أولمبيتين، وقدمت تسهيلات للمنتخبات المشاركة وتكفل الاتحاد الدولي بدفع مصاريف الفرق وتنقلاتها الصعبة في ذلك الوقت .

## روابط خارجية
- جول ريميه على موقع قاعدة بيانات كرة القدم.إي يو (الإنجليزية)
- جول ريميه على موقع أوليمبيديا (الإنجليزية)